# 新民党 (韩国)
新民党（韓語：신민당）是一个存在于1967年到1980年的韩国政党及最大反對黨。该党于1980年被全斗焕政府推行的宪法修正案强行解散。

## 簡介

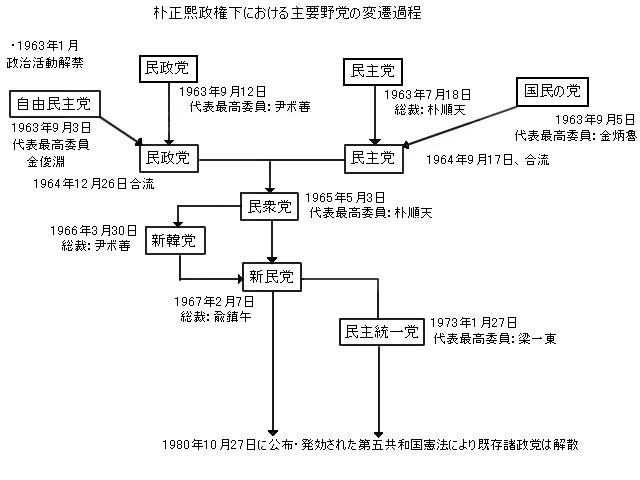
朴正熙独裁时期的主要反对党变迁过程

新民党是韩国总统朴正熙独裁时期的主要反对党。新民黨是原韓國民主黨在1961年五一六軍事政變被解散后重組的在野黨。1963年政治活动解禁后，原民主派人士组成朴順天领导的民主黨和尹潽善领导的民政党，成为韩国国会两大在野党，1965年两大在野党合并为民眾黨。
但该党随即因为在韩国出兵越战，以及日韩基本条约的问题发生党内分歧，1966年尹潽善为首的强硬派退出民众党，成立新韩党。不过由于1967年大韓民國總統選舉，为了统合在野势力，两个政党再次合并，于是成立新民黨，推派尹潽善参与1967年大韓民國總統選舉。
該黨曾于1967年及1971年推出總統候選人，特別是1971年金大中擊敗金泳三，代表在野黨新民黨在1971年大韓民國總統選舉出選挑戰朴正熙。1972年，朴正熙颁布维新宪法之后，该党在之后的國會選舉，因新的選舉法失去三分之一的關鍵少數，無法再阻止執政黨民主共和黨修改憲法，反对党領袖之一的金大中被拘捕入獄，而留在國會作為唯一反对党領袖的金泳三也受到朴正熙政府強力壓制。
但是新民黨在1971年选举后黨內矛盾加劇，反主流派于1973年脫離新民黨，成立民主统一党。1974年党主席柳珍山去世，金泳三接任党主席，金泳三对军政府采取强硬路线，但引起党内对立，在1976年被废除党主席职位。不过1978年大韓民國國會選舉中，新民黨获得比朴正熙的民主共和党更多票数，反映韩国人民对朴正熙独裁统治已十分不满，1979年金泳三再次出任党主席。但是1979年韩国发生朴正熙遇刺、雙十二政變，隔年全斗焕宣布5·17緊急戒嚴，韩国进入全斗焕独裁时期，韩国各政党因戒嚴而被解散。

## 主要選舉紀錄

### 總統選舉
| 年度   | 選舉  | 候選人 | 得票      | 得票率 |  | 結果 |
| ------ | ----- | ------ | --------- | ------ |  | ---- |
| 1967年 | 第6屆 | 尹潽善 | 4,526,541 | 40.93% |  | 落選 |
| 1971年 | 第7屆 | 金大中 | 5,395,900 | 45.25% |  | 落選 |

### 國會選舉
| 年度   | 選舉   | 贏得議席 | 區域得票數 | 區域得票率 | 區域議席 | 比例得票數     | 比例得票率     | 比例議席     | 選舉結果          | 領袖   |
| ------ | ------ | -------- | ---------- | ---------- | -------- | -------------- | -------------- | ------------ | ----------------- | ------ |
| 1967年 | 第7屆  | 45 / 175 | 3,554,224  | 32.7%      | 28 / 131 | 制度未採兩票制 | 制度未採兩票制 | 17 / 44      | 新政黨； 第二大黨 | 俞鎭午 |
| 1971年 | 第8屆  | 89 / 204 | 4,969,050  | 44.4%      | 65 / 153 | 制度未採兩票制 | 制度未採兩票制 | 24 / 51      | ▲ 44席； 第二大黨 | 金弘壹 |
| 1973年 | 第9屆  | 52 / 219 | 3,577,300  | 32.5%      | 52 / 146 | 比例議席廢除   | 比例議席廢除   | 比例議席廢除 | ▼ 37席； 第二大黨 | 柳珍山 |
| 1978年 | 第10屆 | 61 / 231 | 4,861,204  | 32.8%      | 61 / 154 | 比例議席廢除   | 比例議席廢除   | 比例議席廢除 | ▲ 9席； 第二大黨  | 李哲承 |